# Lilibet Mountbatten-Windsor
Lilibet Diana „Lili” Mountbatten-Windsor (n. 4 iunie 2021, Santa Barbara, California, SUA) este copilul mai mic și singura fiică a Prințului Harry, Duce de Sussex și Meghan, Ducesă de Sussex, fiind nepoata Regelui Charles al III-lea. Ea este al unsprezecelea strănepot al Reginei Elisabeta a II-a și Prințului Philip, Duce de Edinburgh și este a șaptea persoană în linia de succesiune la tronul britanic. După urcarea bunicului său pe tron (septembrie 2022), poate folosi titlul de prințesă.

## Tinerețe
Alintată „Lili”, ea s-a născut la Santa Barbara Cottage Hospital în Santa Barbara, California, pe 4 iunie 2021, ora 11:40 PDT. Numele său le onorează pe străbunica ei paternă, Regina Elisabeta a II-a, și pe bunica paternă, Diana, Prințesă de Wales. „Lilibet” este numele familial al Reginei Elisabeta a II-a.

## Titlu și succesiune
Ca strănepoată a Reginei Elisabeta a II-a, Mountbatten-Windsor este a opta persoană în linia de succesiune la tronul britanic. Conform regulilor Regelui George al V-lea din 1917, Mountbatten-Windsor are dreptul să devină prințesă la încoronarea bunicului ei, Charles, Prinț de Wales. În interviul pe care Harry și Meghan l-au oferit lui Oprah Winfrey, intitulat Oprah cu Meghan și Harry, Ducesa de Sussex a menționat că i s-a adus la cunoștință că vor fi făcute schimbări pentru a elimina acest drept ca parte a planurilor lui Charles pentru o monarhie restrânsă.
Ca fiică a unui duce, Mountbatten-Windsor are dreptul de a folosi titlul de curtoazie non-regal Lady. Cu toate acestea, ca și fratele ei, Archie Mountbatten-Windsor, nu este de așteptat ca ea să folosească titlul.